# Marco Parisotto
 (décembre 2012).
Marco Parisotto est un chef d’orchestre canadien né à Montréal, d'origine italienne. 

## Biographie
Né à Montréal, Marco Parisotto est depuis 1996 chef attitré et directeur artistique du Ontario Philharmonic, orchestre dont on[Qui ?] lui attribue l'important développement et la haute qualité. À la suite d'un concert spécial célébrant les relations entre le Canada et la Chine en 1999 au Grand Théâtre de Shanghai, il fut nommé chef principal et conseiller artistique de l'Orchestre symphonique de Shanghai, situation qu'il conserva jusqu'en 2003. Durant cette période il fut le premier étranger à avoir tenu une position active au sein de la République populaire de Chine.
Marco Parisotto a une formation de violoniste (avec Mauricio Fuks) et de pianiste (avec Karl Steiner) et il a étudié la direction d'orchestre avec d'éminents maîtres tels que Leonard Bernstein, Carlo Maria Giulini, Leonard Slatkin, Charles Bruck, Georg Tintner et au début avec Raffi Armenian au Conservatoire de musique du Québec à Montréal. Il a étudié également sous la direction du chef et compositeur suisse Michel Tabachnik dont il devint l'assistant tôt dans sa carrière.
Marco Parisotto a donné des concerts dans des salles de première importance à travers le monde, et a dirigé un grand nombre d'orchestres comme l'Orchestre symphonique de Montréal, Philharmonia of London, New Jersey Symphony, Toronto Symphony, Calgary Philharmonic, Rochester Philharmonic, Edmonton Symphony, Vancouver Symphony, National Arts Center Orchestra in Ottawa, l'Orchestre symphonique de Québec, Toledo Symphony, Victoria Symphony, Symphony Nova Scotia, Louisiana Philharmonic, Osaka Philharmonic, Tokyo Symphony, Japan Shinsei Symphony, Opera G. Verdi di Trieste, Belgrade Philharmonic, Orchestre philharmonique Georges-Enesco à Bucarest, Janacek Philharmonic, Moravian Philharmonic, l'Orchestre national de France, l'Orchestre national du Capitole de Toulouse, l'Orchestre national de Bordeaux-Aquitaine, l'Orchestre de l'Opéra de Marseille, l'Orchestre philharmonique de Strasbourg, l'Orchestre philharmonique de Liège, l'Orchestre Lamoureux au Théâtre des Champs-Élysées de Paris - il eut l'honneur en 2011 de diriger le concert anniversaire des 130 ans de cette phalange parisienne.
Il a été reçu aux festivals d'Evian, Menton, Besançon, ainsi qu'au Skaneateles Festival de New York; à l'Opéra de Montreal et à l'Opéra de Shanghai; à Mexico avec l'Orchestre Philharmonique de la UNAM. l'Orchestre symphonique Carlos Chavez, l'Orchestre de Chambre Bellas Artes et l'Orchestre philharmonique de Mexico qu'il dirige régulièrement; en Chine avec l'Orchestre symphonique de Shanghai et l'Orchestre national de Chine à Pékin. 
Il a également été acclamé avec l'Orchestre symphonique de la Radio nationale polonaise, avec l'Orchestre philharmonique de Monte-Carlo, l'Orchestre national de la RAI de Turin, l'Orchestre de Cordoba, l'Orchestre de Basse-Californie, l'orchestre régional Bayonne-Côte basque et le Théâtre national serbe. 
Marco Parisotto est le lauréat de sept concours internationaux, couronné par l’obtention en 1997 du Grand Prix et du Prix du Public au Concours de Besançon. Il a été également récompensé dans le Concours international pour chefs d'orchestre de Tokyo, par le concours Constantin Silvestri en Roumanie, ainsi que le concours Antonio Pedrotti en Italie. De plus, on lui décerne tous les autres prix spéciaux à ces concours. 
Marco Parisotto a donné des interprétations des maîtres russes comme Tchaikovsky, Shostakovich, Stravinsky; ainsi que pour ses interprétations du grand répertoire germanique comme Strauss, Bruckner, Mahler, Wagner et pour l'opéra italien. En 2002, il a donné à Shanghai en première exécution le Ein Heldenleben de Strauss et les Danses symphoniques de Rachmaninov. Il a dirigé des productions de Pagliacci, Cavalleria rusticana, Otello, Tosca, La Bohème, Aïda, Rigoletto et Don Giovanni.